# 格瑞格·古特菲德
格瑞格·古特菲德（Greg Gutfeld，1964年9月12日—）是美國的一位電視節目主持人、作家、雜誌編輯和部落格作者。自2015年5月開始，他在福斯新聞台主持格瑞格·古特菲德秀（The Greg Gutfeld Show）節目。2011年開始，他是福斯政論談脫口秀節目The Five的五位固定嘉賓之一。他自稱自己是一位自由意志主義者和無宗教信仰者。古特菲德出生在加州，畢業於加州大學伯克萊分校。